# 8986 Кінеяясуйо
8986 Кінеяясуйо (8986 Kineyayasuyo) — астероїд головного поясу, відкритий 1 листопада 1978 року.
Тіссеранів параметр щодо Юпітера — 3,194.